# Borussia (Allegorie)
Die Borussia war die Personifizierung des Staates Preußen und somit eine Nationalallegorie. Als solche wurde sie von Künstlern mehrfach dargestellt.

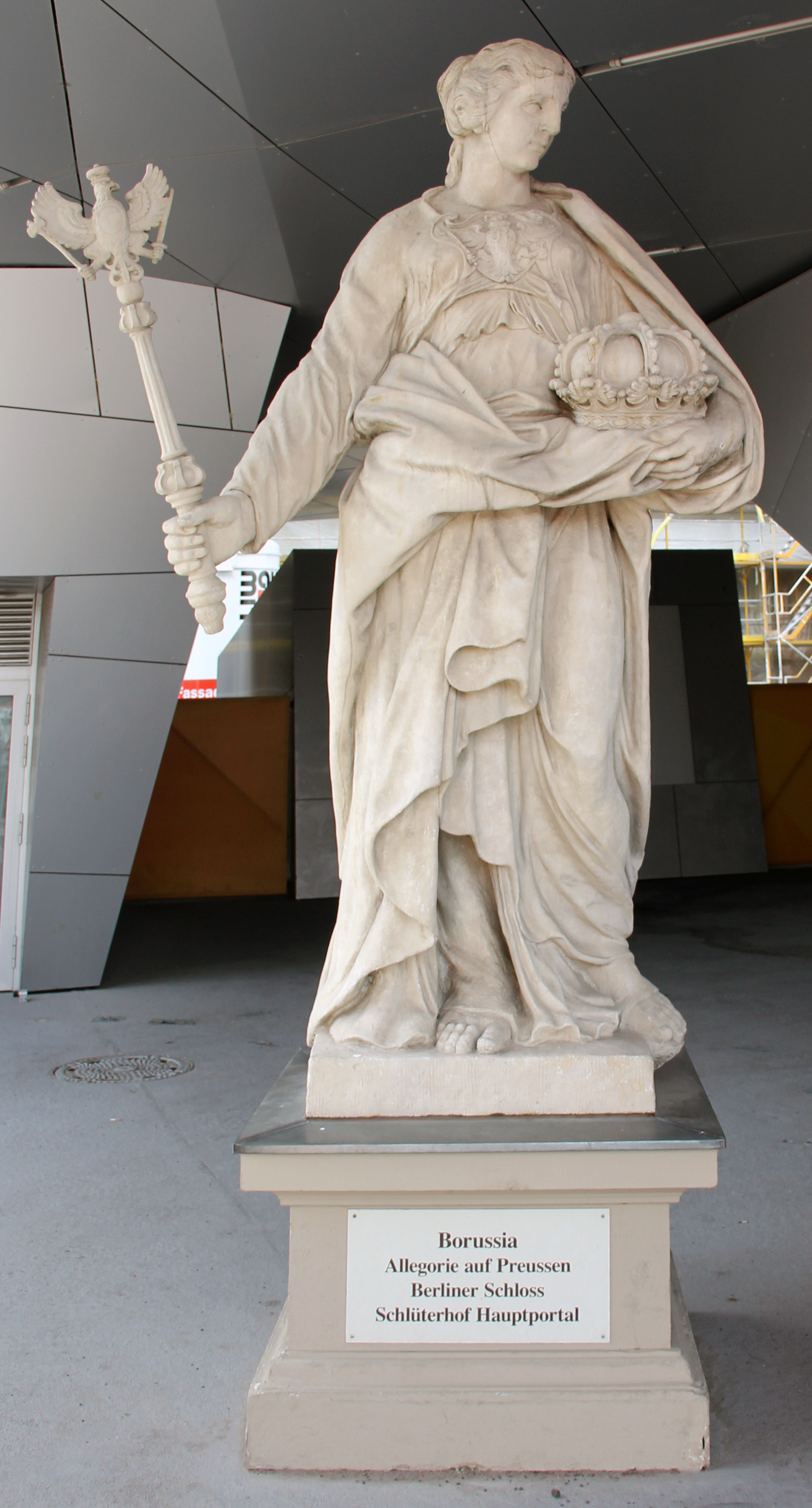
Borussia, Berliner Schloss, Schlüterhof
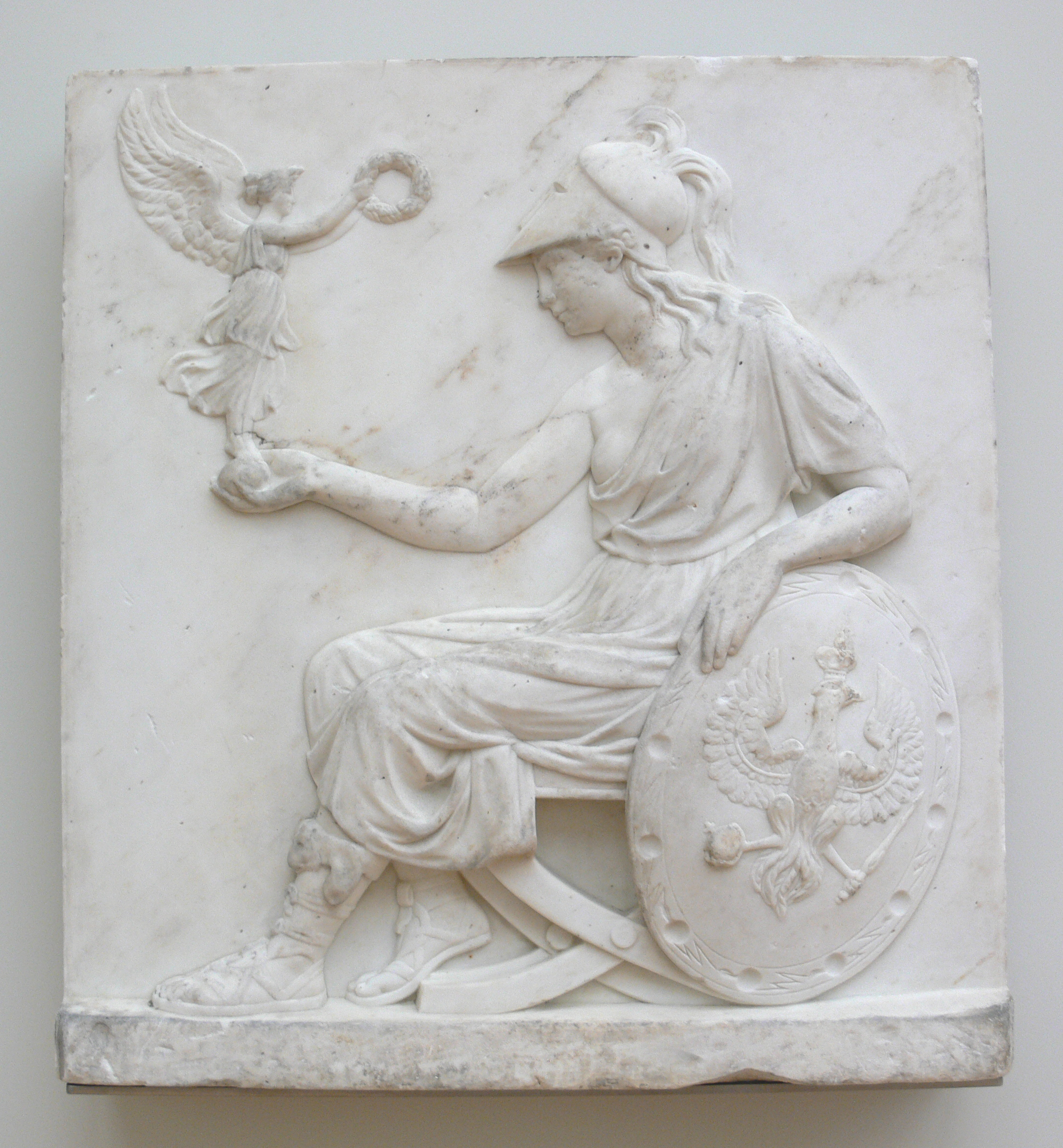
Borussia, 1798/1800, Johann Gottfried Schadow
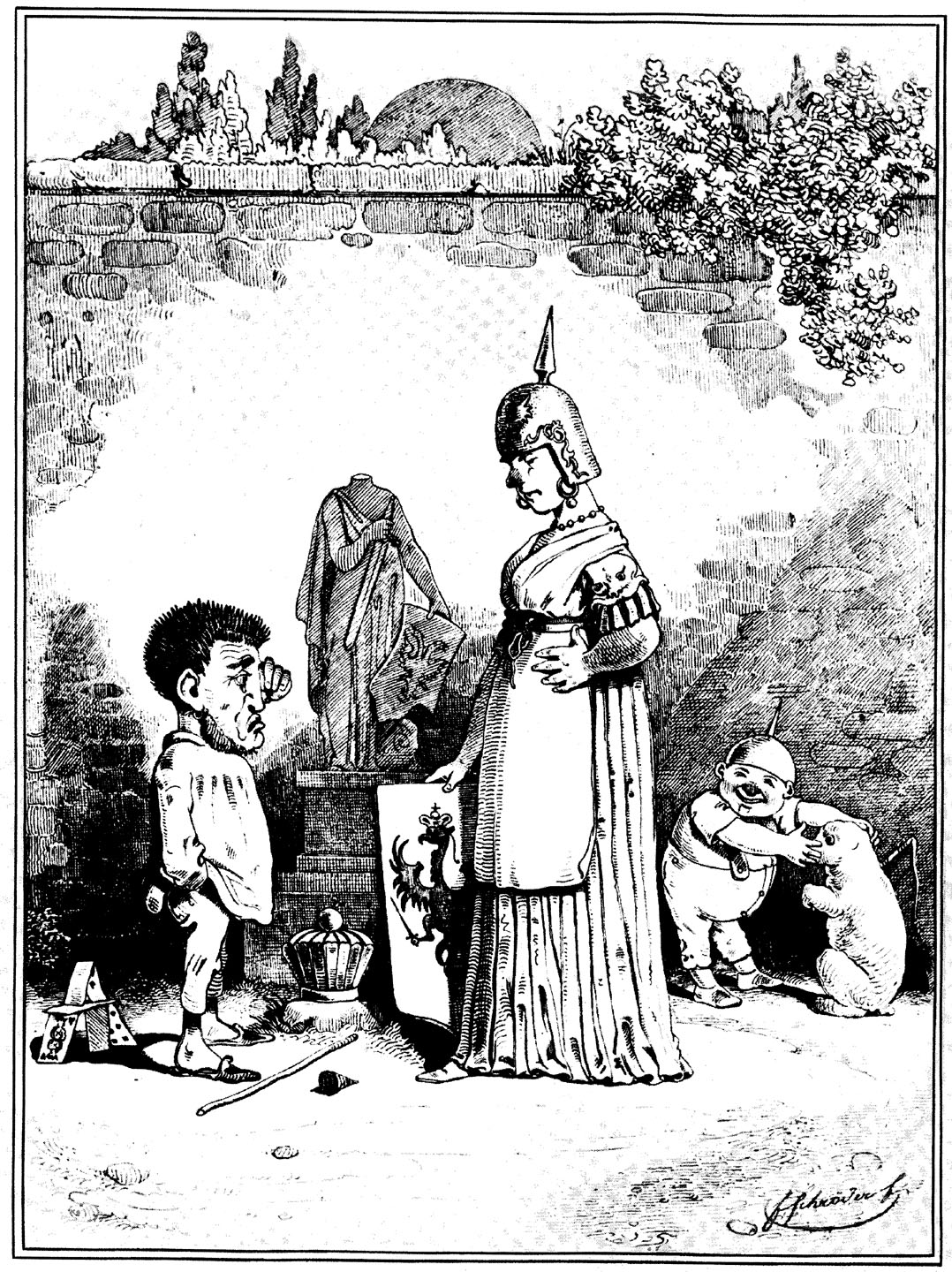
Wat heulst’n kleener Hampelmann?, Karikatur von Ferdinand Schröder in den Düsseldorfer Monatsheften, 1849
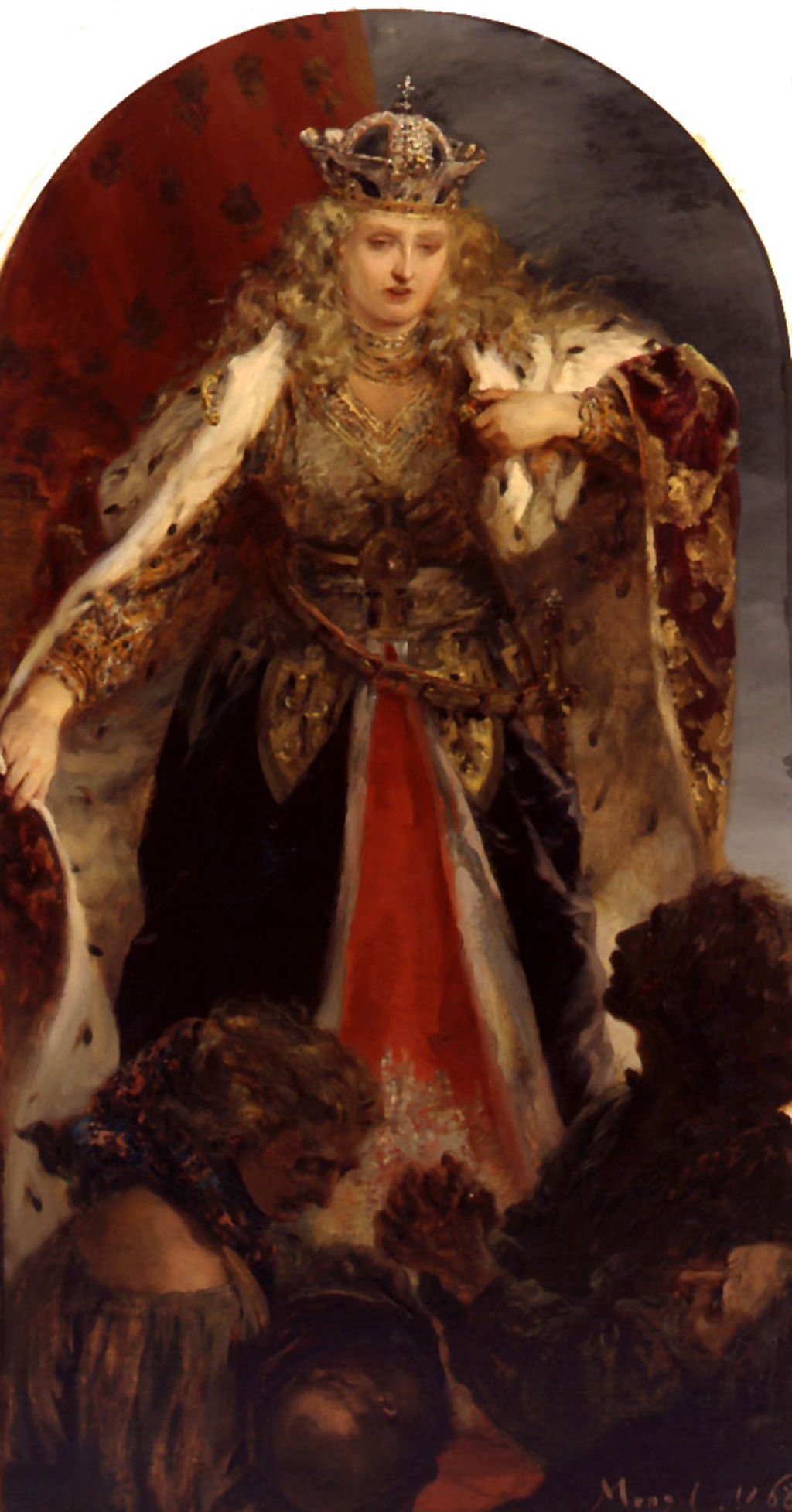
Borussia, Adolph Menzel
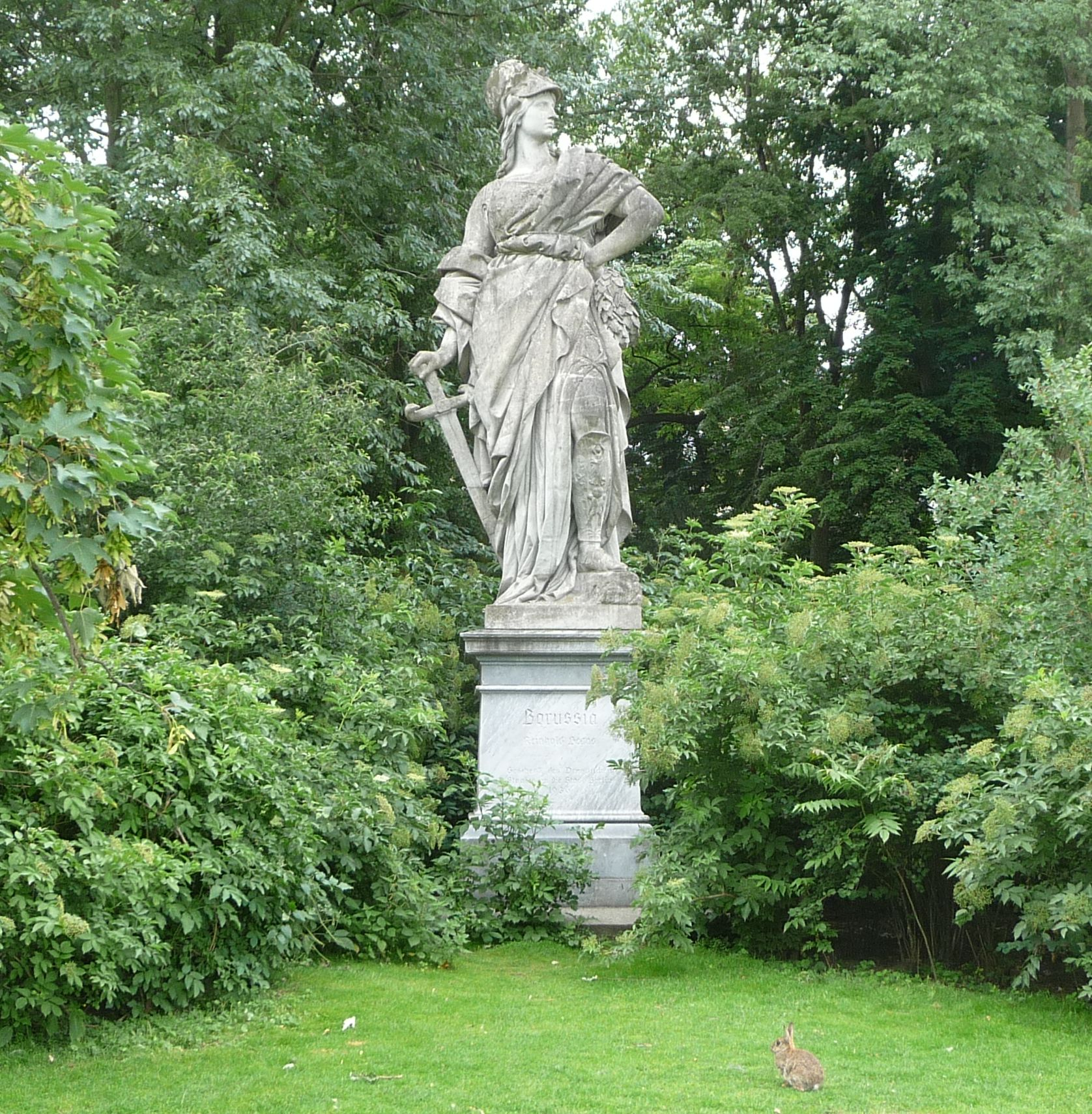
Borussia, Reinhold Begas
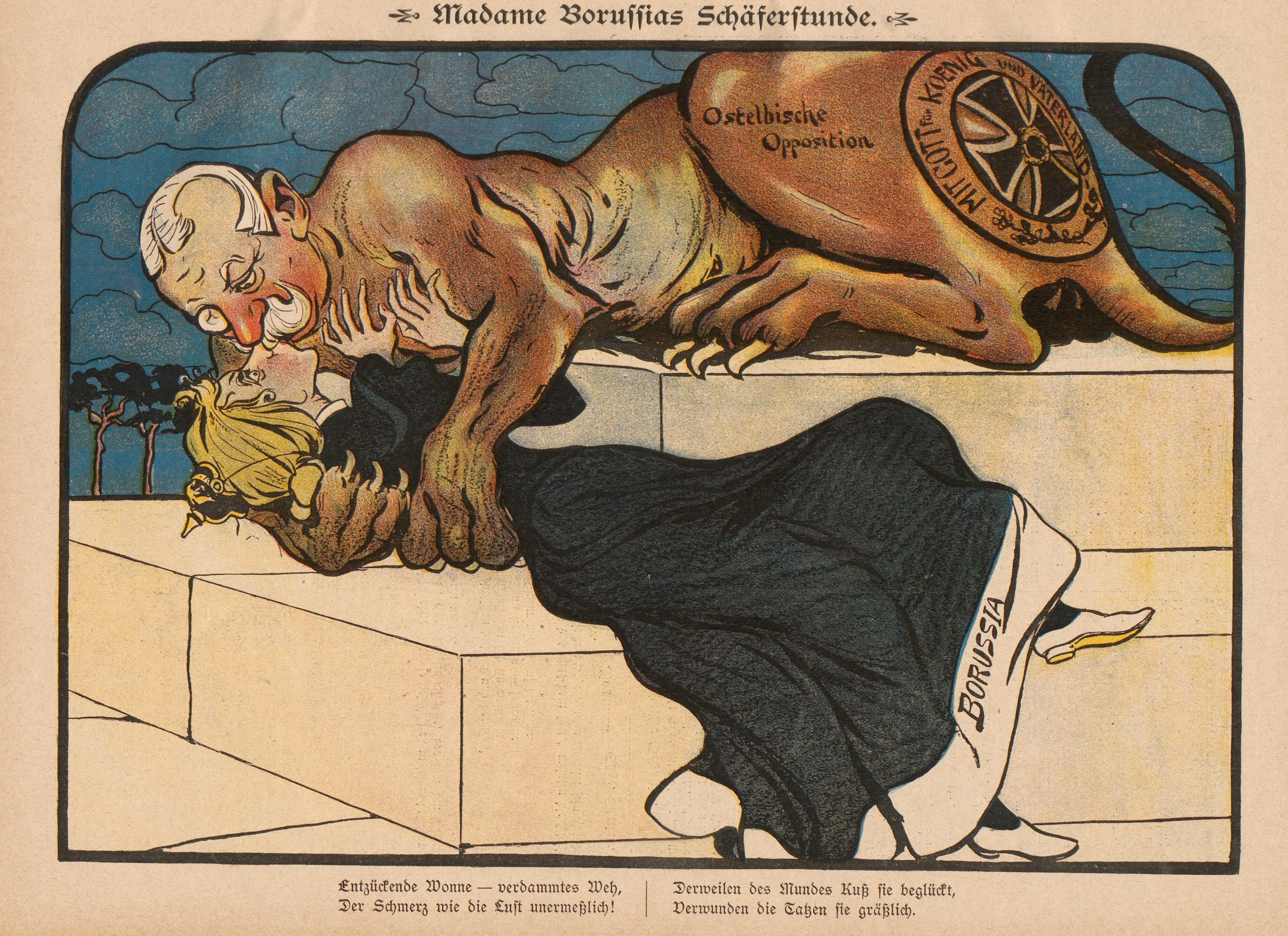
Madame Borussias Schäferstunde, 1899, Karikatur
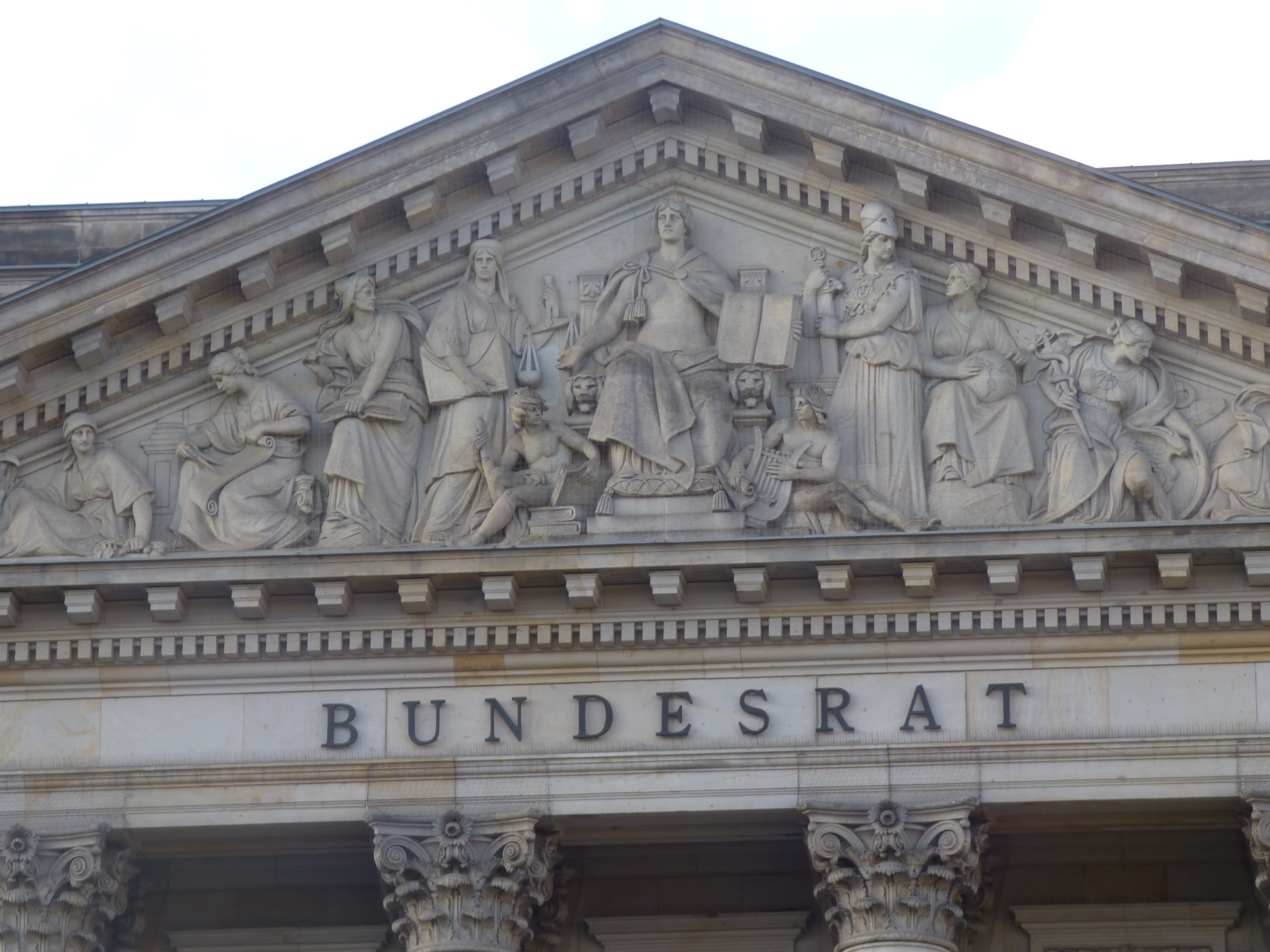
Thronende Borussia inmitten weiterer Personifaktionen im Giebel des Preußischen Herrenhauses, 1904
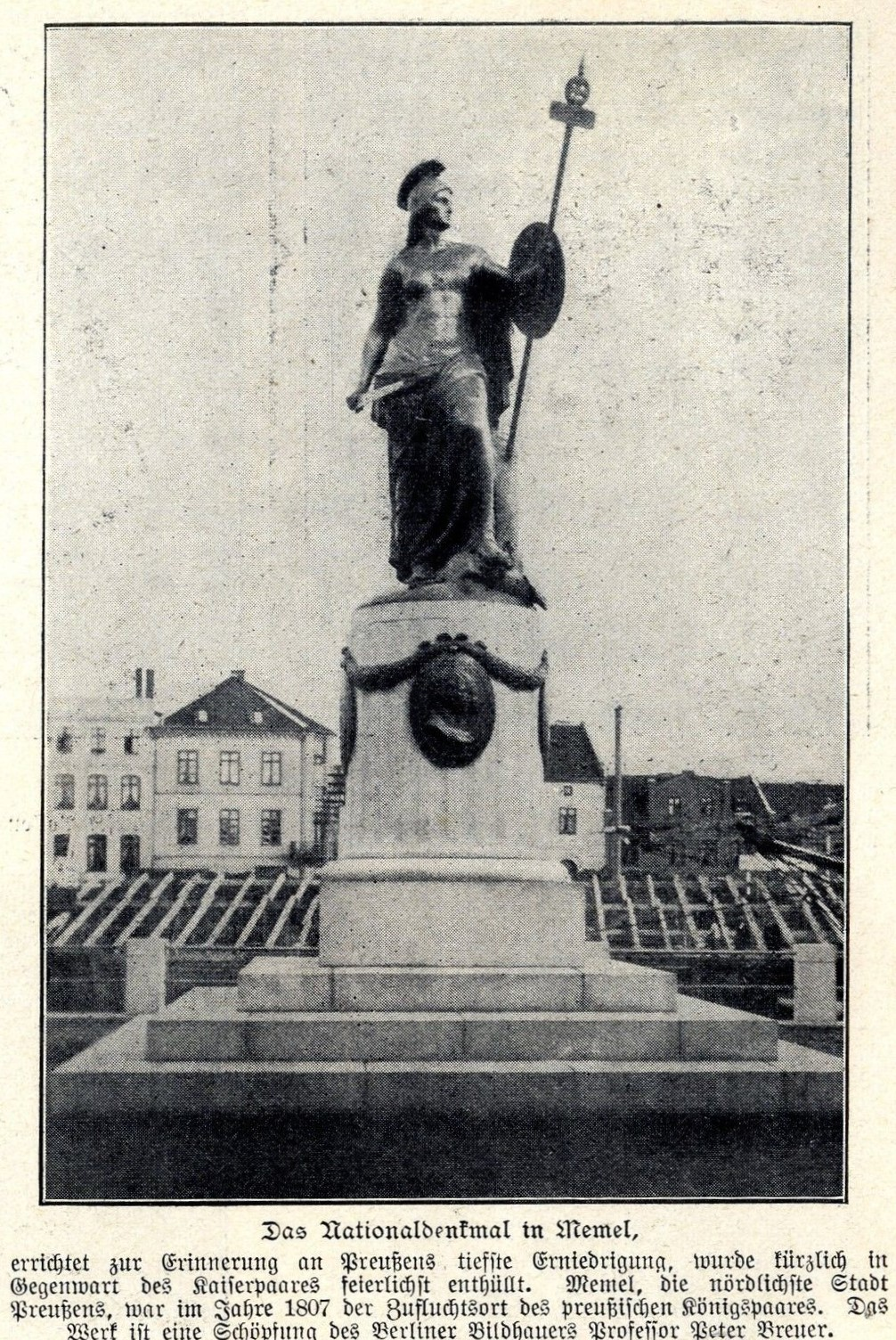
Borussia, 1907, Peter Breuer, Borussia-Denkmal in Memel